# Tour d'Ulster (course cycliste)
Ne doit pas être confondu avec Tour de l'Ulster.
Pour les articles homonymes, voir Tour d'Ulster.
Le Tour d'Ulster (en anglas : Tour of Ulster) est une course cycliste disputée dans la province d'Ulster, en Irlande du Nord. Elle a été créée en 1956.
Shay O'Hanlon y détient le record de victoires avec quatre succès obtenus entre 1961 et 1966.

## Palmarès
| Année | Vainqueur              | Deuxième            | Troisième         |
| ----- | ---------------------- | ------------------- | ----------------- |
| 1956  | Brian Monaghan         |                     |                   |
| 1957  | Michael Campbell       |                     |                   |
| 1958  | Frank Thompson         |                     |                   |
| 1959  | Tom Finn (en)          |                     |                   |
| 1960  | Ben McKenna (en)       |                     |                   |
| 1961  | Shay O'Hanlon          |                     |                   |
| 1962  | Shay O'Hanlon          |                     |                   |
| 1963  | John O'Mahoney         |                     |                   |
| 1964  | Sonny Cullen (en)      |                     |                   |
| 1965  | Shay O'Hanlon          |                     |                   |
| 1966  | Shay O'Hanlon          |                     |                   |
| 1967  | Kevin Dolan            |                     |                   |
| 1968  | Kevin Dolan            |                     |                   |
| 1969  | non disputé            |                     |                   |
| 1970  | Larry Clarke           |                     |                   |
| 1971  | Brian Connaughton (en) |                     |                   |
| 1972  | non disputé            |                     |                   |
| 1973  | Mike O'Donaghue (en)   |                     |                   |
| 1974  | Mick Nulty             |                     |                   |
| 1975  | Denis Devin            |                     |                   |
| 1976  | Mick Nulty             |                     |                   |
| 1977  | Séamus Kennedy (en)    |                     |                   |
| 1978  | Séamus Kennedy (en)    |                     |                   |
| 1979  | Gerry Lundy            |                     |                   |
| 1980  | Aidan McKeown          |                     |                   |
| 1981  | Billy Kerr (en)        |                     |                   |
| 1982  | Raphael Kimmage        | Paul Kimmage        | Séamus Downey     |
| 1983  | Billy Kerr (en)        | Gary Thomson (en)   | Tony Murphy       |
| 1984  | Dave Lloyd (en)        |                     |                   |
| 1985  | Norman Campbell        |                     |                   |
| 1986  | Andrew Wilkinson       |                     |                   |
| 1987  | Séamus Downey          |                     |                   |
| 1988  | Ian Fagan              |                     |                   |
| 1989  | Ben Luckwell (en)      |                     |                   |
| 1990  | Alan Gornall (en)      |                     |                   |
| 1991  | Enda Murray            |                     |                   |
| 1992  | Cormac McCann (en)     |                     |                   |
| 1993  | Paul Slane (en)        |                     |                   |
| 1994  | Cormac McCann (en)     |                     |                   |
| 1995  | Paul Giles             |                     |                   |
| 1996  | David McCann           |                     |                   |
| 1997  | Stephen O'Sullivan     |                     |                   |
| 1998  | Tommy Evans (en)       |                     |                   |
| 1999  | Ciarán Power           | Mark Scanlon        |                   |
| 2000  | Philip Cassidy (en)    |                     |                   |
| 2001  | Tim Barry              |                     |                   |
| 2002  | Rob Holden             |                     |                   |
| 2003  | Tim Barry              | Brian Kenneally     | Eddy Kenneally    |
| 2004  | Tommy Evans (en)       | Rory Wyley          | Ben Morrow        |
| 2005  | David McCann           | Andrew Roche (en)   | Ryan Connor       |
| 2006  | Ray Clarke             | Conor Murphy        | Paul Healion      |
| 2007  | Ryan Connor            | Paul Griffin        | Andrew Roche (en) |
| 2008  | David McCann           | Paul Griffin        | Neil Delahaye     |
| 2009  | Sean Downey            | Thomas Martin       | Ciarán Cassidy    |
| 2010  | Adam Armstrong         | Malcolm Elliott     | Philip Lavery     |
| 2011  | Peter Williams         | Andrew Roche (en)   | James Sampson     |
| 2012  | Adam Armstrong         | Ryan Sherlock       | Matthew Higgins   |
| 2013  | Joe Fenlon             | Roger Aiken         | Javan Nulty       |
| 2014, | Damien Shaw            | Bryan McCrystal     | Greg Swinand      |
| 2015  | Mark Dowling           | Eoin Morton         | Edward Laverack   |
| 2016  | Conor Hennebry         | Sean Lacey          | Mark Dowling      |
| 2017  | Eoin Morton            | Robert-Jon McCarthy | Darragh O'Mahony  |
| 2018  | Joe Evans              | Scott Auld          | Conor Hennebry    |
| 2019  | Conor Hennebry         | James Jobber        | JB Murphy         |